# エリック・プリンス
エリック・ディーン・プリンス（Erik Dean Prince、1969年6月6日 - ）は、アメリカ海軍の元軍人で、アメリカの実業家、投資家。ブラックウォーターUSAの創業者として知られている。

## 略歴
エリック・プリンスは、ミシガン州ホランドにて出生した。父親は実業家として知られるエドガー・D・プリンスであり、4人兄弟の末っ子として育った。青年時代から保守的なロビイスト団体ファミリー・リサーチ・カウンシルの見習いをするなど社会奉仕に積極的な若者であり、1990年にはホワイトハウス実習生としてジョージ・H・W・ブッシュ政権下のホワイトハウスで6ヶ月勤務していた。
海軍兵学校を中退してヒルズデール大学を卒業、アメリカ海軍に入隊して特殊部隊ネイビー・シールズに入隊し、チーム8の一員としてハイチ、中東、ボスニアなどで任務に参加した。しかし、父エドガーが交通事故で死亡したことにより、海軍を除隊する。

## ブラックウォーターの設立
1997年、エリック・プリンスはシールズ時代の仲間と共にブラック・ウォーターUSAを設立した。ブラックウォーターは、エリック・プリンスがシールズ時代にルワンダ内戦での虐殺に衝撃を受け、特殊部隊向けに効率的な訓練を行える施設を提供するために設立された。
対テロ戦争が勃発した2001年から2010年にかけて、ブラック・ウォーターは中央情報局（CIA）と最大6億ドルの秘密契約を結び、海外の大使館と基地の警備業務を担当するようになった。プリンスはバージニア州ラングレーのCIA本部近くに訓練施設を設置した。ブラックウォーターはアフガニスタンやパキスタンで無人攻撃機によるテロリストの暗殺などCIAの秘密任務を請け負った。
ブラックウォーター社員たちは、業務の優秀さに定評がある一方で攻撃的で荒っぽいとされ、ブラックウォーターに長期にわたって取材を続けたロバート・ヤング・ペルトンによる著作『現代の傭兵』では、エリックが古参のPMC経営者らと会談し「攻撃は最小限でいい」と助言を受ける場面が記載されている。
2007年、ブラックウォーター社員によるイラクにおける民間人への殺傷事件が発覚すると、アメリカ議会の「イラクとアフガニスタンにおける民間警備契約に関する公聴会」の重要証人として召喚された。
2009年、エリックは主な経営陣らと共にブラックウォーターUSAのCEOを辞任し、同社を2010年には売却した。

## 社長辞任後
2010年、エリック・プリンスはアブダビに移住してアラブ首長国連邦と密接な繋がりを持ち、2011年に「リフレックス・レポンセズ（通称R2社）」という新会社を設立する。アブダビ皇太子のムハンマド・ビン・ザーイド・アール・ナヒヤーンとの契約でエグゼクティブ・アウトカムズ、コロンビア国家警察、特殊空挺部隊（SAS）、フランス外人部隊の元メンバーなどから成る800人の部隊を構成し、アラブの春で必要となった暴動鎮圧やテロ対策といった業務を請け負った。イスラム教徒は市民への発砲や殺害に躊躇するという理由で雇用されることはなかった。プリンスはアブダビのムハンマド皇太子やサウジアラビア皇太子のムハンマド・ビン・サルマーンら中東の王族関係者と米国政府の仲介役にもなってるとされる。アメリカ合衆国大統領のドナルド・トランプの支援者でもあり、サウジなどアラブ諸国と敵対するイランの孤立を狙ってロシアのウラジーミル・プーチン大統領との橋渡し役も担ったとも報じられ、ロシアゲートでFBIの捜査対象にもなった。また、エリック・プリンスの姉ベッツィ・デヴォスはトランプ政権でアメリカ合衆国教育長官を務めており、トランプ大統領はイラクで市民を射殺したブラックウォーターの元社員4人に恩赦を与えている。
2013年、アフリカで中国政府系の中信集団に所有された香港の警備・流通会社「フロンティア・サービス・グループ」（FSG）の会長に就任した。この企業は中国の一帯一路戦略を支援しており、プリンスは中国の情報機関との繋がりも米国当局に捜査された。FSGは北京で治安要員養成学校の運営に協力しており、新疆ウイグル自治区での対テロ訓練施設の建設契約の報道で物議を醸した際は関与を否定した。
2020年、リビア内戦にFSGを通じて関与していることが国連で報告され、同様にハリファ・ハフタル側を支援するロシアの民間軍事会社であるワグネル・グループの責任者と接触して傭兵部隊の提供を申し入れたことも報道された。

## 信仰
エリックは敬虔なキリスト教徒として知られている。両親はカルヴァン派だったが、エリック本人は成人してからカトリックに改宗している。
また、主にリベラル派のジャーナリストからキリスト教右派の1人として扱われることもある。

## 私生活
前との妻との間に4人、現在の妻との間に3人の子を儲けている。